# Epelis truncataria
Epelis truncataria är en fjärilsart som beskrevs av Walker 1862. Epelis truncataria ingår i släktet Epelis och familjen mätare. Inga underarter finns listade i Catalogue of Life.